# Epaminonda Bucevschi
Epaminonda Bucevschi (n. 3 martie 1843, Iacobeni, Suceava, România – d. 13 februarie 1891, Cernăuți, Austro-Ungaria) a fost un renumit pictor bisericesc din Bucovina.

## Biografie
Epaminonda Bucevschi s-a născut în anul 1843 în localitatea Iacobeni din apropierea orașului Vatra Dornei (astăzi în județul Suceava), în familia preotului Dimitrie Bucevschi. De la vârsta de 5 ani a crescut în satul Ilișești al lui Simion Florea Marian, vecin cu Stupca lui Ciprian Porumbescu.
A studiat la Seminarul Teologic din Cernăuți din 1865 până în 1867 când Silvestru Morariu Andrievici i-a oferit o bursă de studii la Academia de Arte Frumoase din Viena. A fost admis ca student în toamna anului 1868 și a absolvit în 1874, avându-i ca profesori pe Anselm Feuerbach și Joseph von Führich. Academia de Arte i-a acordat în anul 1872 Premiul „Gundel” pentru cele mai bune studii generale. În anul 1873 s-a alăturat Societății „Albrecht Dürer”.
Între anii 1867-1870 a pictat iconostasul bisericii din piatră din satul Straja.
La 14 august 1871 a participat la Serbarea de la Mănăstirea Putna, alături de circa 3000 de români din toate provinciile țării. În fața Mănăstirii a fost executat, după planurile sale, „portic festiv”, în care, se spune, puteau să încapă 1500–2000 de persoane. În anul 1880 a zugrăvit integral biserica Mănăstirii Bogdana din Rădăuți. 
Între anii 1881-1891 a fost „pictor diecezan” la Cernăuți, pictând în stil neorenascentist mai multe biserici din Bucovina, iconostase și icoane, precum și tablouri cu scene din viața românilor. De asemenea, a pictat portretele în mărime naturală ale mitropoliților Bucovinei Teofil Bendella (1874-1875) și Teoctist Blajevici (1877-1879), aflate în "Salonul roșu" al Reședinței mitropolitane din Cernăuți. 
În anul 1883, la comanda episcopului Melchisedec Ștefănescu al Romanului, pictorul Epaminonda Bucevschi a executat la Viena portretul lui Ștefan cel Mare, în mărime naturală, inspirându-se din miniatura Tetraevanghelului de la Humor. Această lucrare a fost expediată în februarie 1884 la Episcopia din Roman, iar în prezent este expusă la Muzeul de Istorie al municipiului Roman.
A încetat din viață la data de 13 februarie 1891, în orașul Cernăuți.
Operele lui Epaminonda Bucevschi se află în Muzeul Național de Artă din București, în Muzeul de Artă Bucovineană din Suceava și în diferite colecții de artă din România. În prezent, o stradă din municipiul Suceava îi poartă numele.